# Ciąża wielopłodowa

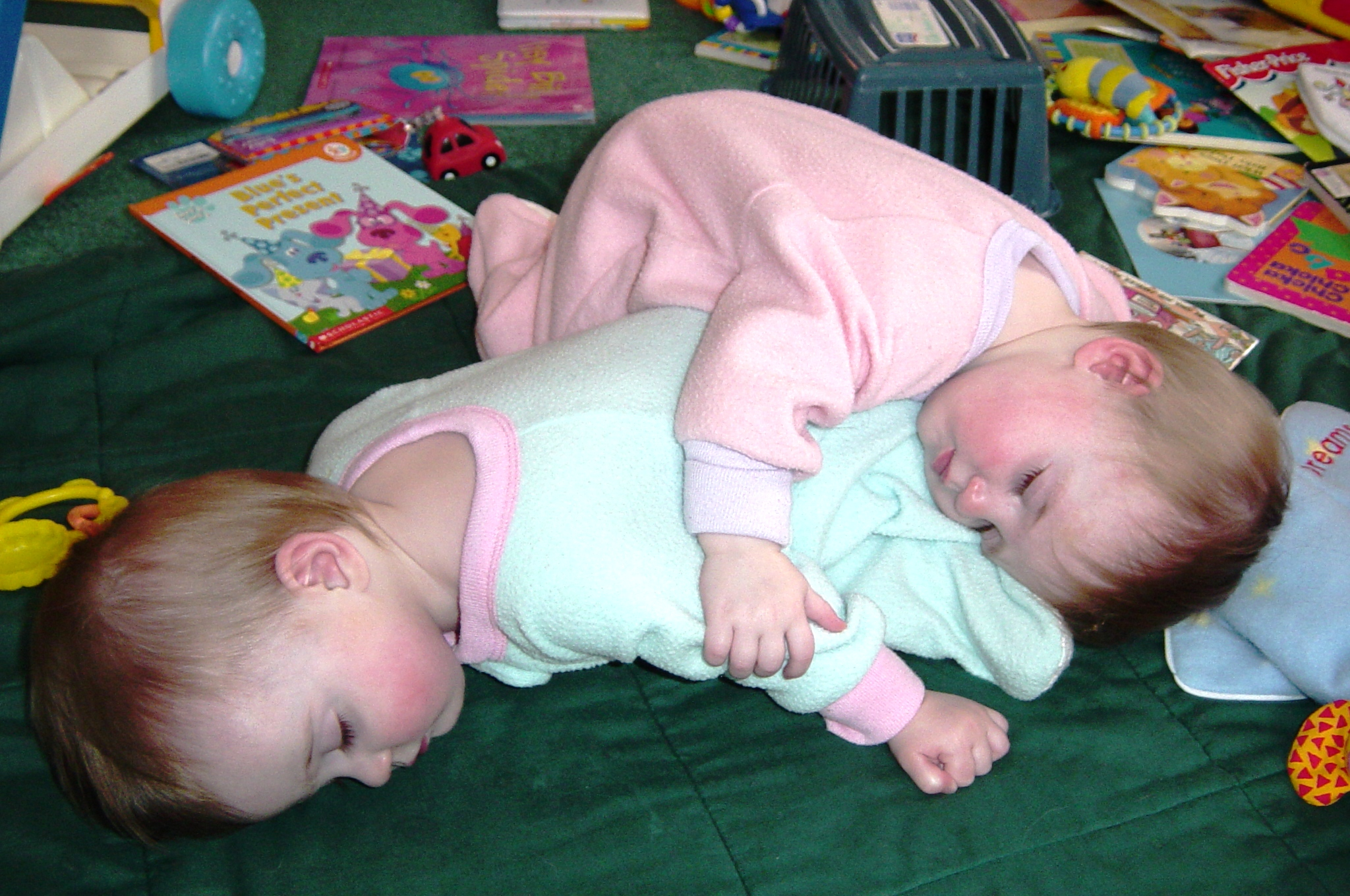
Bliźnięta

Ciąża wielopłodowa (pot. ciąża mnoga) – ciąża występująca w przypadku jednoczesnego rozwoju wewnątrz macicy więcej niż jednego zarodka. U człowieka, u którego zwykle rozwija się jeden płód, najczęstszym typem tego rodzaju ciąży jest ciąża dwupłodowa nazywana ciążą bliźniaczą. Możliwa jest ciąża wielopłodowa, w której poszczególne płody pochodzą z dwóch oddalonych od siebie w czasie zapłodnień.

## Rodzaje ciąż wielopłodowych
- Monozygotyczna – w której dochodzi do rozdzielenia zygoty na dwa albo więcej oddzielnych zarodków. Wieloraczki takie są takiej samej płci, mają ten sam materiał genetyczny, są prawie identyczne i mają w okresie rozwoju wspólne łożysko. Podział ten może dokonać się na różnym etapie rozwoju. W przypadku bliźniąt monozygotycznych rozdzielenie, które następuje po 13. dniu ciąży doprowadza najczęściej do powstania tzw. zroślaków.

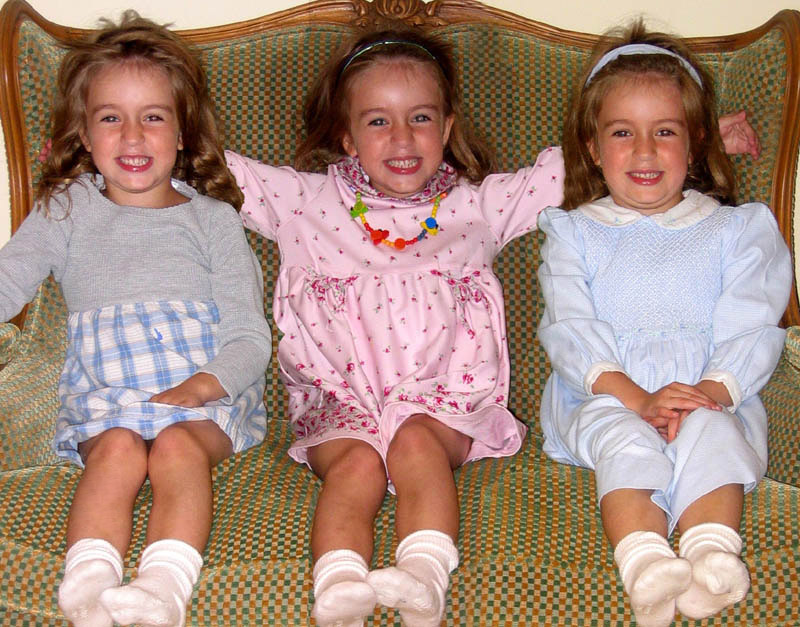
Trojaczki jednojajowe (na zdjęciu) przychodzą na świat, gdy zapłodniona komórka jajowa dzieli się na dwie części, a jedna z nich dzieli się na dwie kolejne części

- Polizygotyczna – która jest skutkiem zapłodnienia dwóch (wówczas jest to ciąża dizygotyczna) albo więcej komórek jajowych. Ciąże mnogie polizygotyczne występują znacznie częściej podczas leczenia bezpłodności poprzez stymulację hormonalną jajeczkowania. Najczęściej do zapłodnienia dochodzi w trakcie jednego stosunku płciowego. W niektórych przypadkach może dojść do zapłodnienia na skutek kilku oddzielnych stosunków płciowych (tzw. nadpłodnienie – łac. superfecundatio), co umożliwia urodzenie z jednej ciąży dwóch albo większej liczby dzieci posiadających osobnych ojców[2]. Innym, teoretycznym typem ciąży polizygotycznej jest dodatkowe zajście w ciążę podczas ciąży (łac. superfetatio) w następstwie kolejnej owulacji – superfetacja[2]. Większość autorytetów uważa, że domniemane przypadki dodatkowego zapłodnienia wynikają z nierównomiernego wzrostu płodów pochodzących z zapłodnienia z tego samego okresu[3].

## Prawdopodobieństwo
Ogólną ocenę prawdopodobieństwa występowania ciąż mnogich u ludzi określa reguła Hellina:
- bliźnięta = (a) = 1:80 = 1,25% wszystkich ciąż
- trojaczki = (a²) = 1:80² = 1:6400 = 0,015% wszystkich ciąż
- czworaczki = (a³) = 1:80³ = 1:512 000 = 0,00019% wszystkich ciąż
- pięcioraczki = (a4) = 1:804 = 1:40 960 000 = 0,0000024% wszystkich ciąż

i tak dalej.

## Powikłania
W ciąży wielopłodowej występują te same powikłania, co w ciąży z płodem pojedynczym, ale są znacznie częstsze. Ponadto występują powikłania charakterystyczne tylko dla tego rodzaju ciąż:
- rozbieżny wzrost wewnątrzmaciczny płodów
- zgon wewnątrzmaciczny jednego z płodów (w ultrasonografii tzw. zespół znikającego bliźniaka)
- współistnienie ciążowej choroby trofoblastycznej i żywego płodu
- powikłania ciąży jednokosmówkowej:
  - zespół przetoczenia krwi między płodami (TTTS)
  - zespół odwróconej perfuzji tętniczej (TRAPS)

Często spotykanym zjawiskiem jest obumarcie jednego z zarodków (rzadziej płodów), konsekwencją czego jest zredukowanie ciąży mnogiej do ciąży pojedynczej.

## Ciąże wielopłodowe w Polsce
20 maja 2019 w Szpitalu Uniwersyteckim w Krakowie urodziły się pierwsze w historii Polski sześcioraczki. Ich rodzice mieszkają w Tylmanowej.